# Schuimbeestje
Het schuimbeestje, ook wel spuugbeestje of schuimcicade, (Philaenus spumarius) is een insect dat behoort tot de onderorde van de cicaden (Auchenorrhyncha). Het is in Nederland en België de meest algemene cicade. 

## Kenmerken
De lichaamslengte is ongeveer 5 tot 7 millimeter, de kleur is bruin tot bruingrijs met soms lichtere vlekken. De larven zijn bleekgroen tot -geel. 

## Leefwijze
Het schuimbeestje komt voor op een verscheidenheid van planten in Europa, een geliefde waardplant is lavendel. Ook op grassen en houtige struiken kan de cicade gevonden worden.
De larven leven in kleine witte schuimnesten die in de volksmond ook wel bekend zijn als 'koekoeksspuug' of 'koekoeksoog'. Deze nesten ziet men vaak in de zomer op struikgewas, grashalmen en de onderste twijgen van kleine bomen. Deze schuimnesten worden geproduceerd door de jonge nimfen. Zij omhullen zichzelf met een massa van kleine schuimbelletjes en beschermen zichzelf zo tegen uitdroging en mogelijke vijanden.